# Bernardia odonellii
Bernardia odonellii är en törelväxtart som beskrevs av Martín Villa Carenzo. Bernardia odonellii ingår i släktet Bernardia och familjen törelväxter. Inga underarter finns listade i Catalogue of Life.